# Ancistronycha abdominalis
Ancistronycha abdominalis es una especie de coleóptero polífago, perteneciente a la familia Cantharidae, subfamilia Cantharinae y a la tribu Cantharini (género Ancistronycha).

## Sinónimos
- Ancistronycha consobrina (Markel, 1852)
- Ancístronycha cyanipennis (Bach, 1854)
- Ancistronycha maculithorax (Pic, 1904)
- Cantharis abdominalis (Fabricius, 1798)
- Cantharis cyanea (Curtis, 1828)

## Distribución
Esta especie se distribuye en República Checa y Eslovaquia.